# Joaquín Abati y Díaz
Joaquín Abati Díaz (Madrid, 29 de juny de 1865 - Madrid, 30 de juliol de 1936) va ser un escriptor que destacà en la seva faceta de llibretista de sarsueles, camp en el qual va col·laborar amb altres autors com ara Carlos Arniches i Antonio Paso. Diverses de les seves obres teatrals van ser destinades a llibrets de sarsueles, com Los amarillos, peça en un acte; La corte de Risalia, en dos actes; La mujer artificial; La mulata i la seva obra més coneguda, El asombro de Damasco, que va escriure en col·laboració amb Antonio Paso Cano i a la qual hi va posar música el mestre Pablo Luna, qui la va estrenar el 1916.
De pare espanyol i mare italiana, va estudiar dret i, una vegada llicenciat, encara que mai va exercir, va publicar un llibre titulat Respuestas a Temas de Derecho Administrativo amb la finalitat d'ajudar els qui es presentaven a unes oposicions, donant-se la curiosa circumstància que ell mai va aconseguir superar-ne cap i sí, en canvi, molts dels qui havien usat el seu llibre. Per aquest motiu va decidir abandonar l'advocacia i dedicar-se a la literatura, que l'atreia molt més.
La seva primera obra teatral va ser la joguina còmica Entre doctores, estrenada al Teatre Lara el 1892, seguint més tard amb simples monòlegs de caràcter humorístic, com El Conde Sisebuto i Les cien doncellas, i arribant a estrenar-hi a peces de tres i més actes, algunes en col·laboració amb Carlos Arniches.
Autor de fecunda producció, va obtenir èxits clamorosos i de la seva ploma van sorgir més de 120 títols els quals van fer considerar-lo com a autor de primera fila en la seva època. De les seves obres podem destacar, principalment, El debut de la chica, La conquista de México, Doña Juanita (escrita en col·laboració amb Francisco Flores García), Genio y figura (1910), No te ofendas, Beatriz (1920) (ambdues amb Carlos Arniches), España nueva, El Conde de Lavapiés i La Viuda alegre. Va tornar a entrar en contacte amb la seva carrera de dret i va arribar a ser acadèmic de la Reial de Jurisprudència i Legislació.

## Obres
Sarsueles i obres líriques
- 1899- Los Besugos (Emilio Mario; música: Valverde)
- 1900- Los Amarillos (Francisco Flores García; música: Saco del Valle)
- 1901- Tierra por medio (Sinesio Delgado; música: Chapí)
- El Código penal (Eusebio Sierra; música: Tomás Barrera)
- 1904- El Trébol (Antonio Paso Cano; música: Serrano)
- 1905- La Mulata (Antonio Paso Cano; música: Valverde)
- 1906- La Marcha real (Antonio Paso Cano; música: Vives)
- La Taza de thé (Antonio Paso Cano i Maximiliano Thous; música: Lleó)
- El Aire (Antonio Paso Cano; música: Lleó i Mariani)
- 1907- La Hostería del Laurel (Antonio Paso Cano; música: Lleó)
- 1908- Mayo florido (Antonio Paso Cano; música: Lleó)
- 1909- Los Hombres alegres (Antonio Paso Cano; música: Lleó)
- Los Perros de presa (Antonio Paso Cano; música: López Torregrosa)
- 1910- La Partida de la porra (Antonio Paso Cano; música: Lleó)
- Los Viajes de Gullivert (Antonio Paso Cano; música: Giménez)
- Mea Culpa (Antonio Paso Cano; música: Lleó)
- 1911- La Gallina de los huevos de oro (Antonio Paso Cano; música: Vives)
- El Verbo amar (Antonio Paso Cano; música: López Torregrosa)
- 1913- Baldomero Pachón (Antonio Paso Cano; música: Alonso)
- El orgullo de Albacete
- 1914- La Corte de Risalia (Antonio Paso Cano; música: Luna)
- El Dichoso verano (Antonio Paso Cano; música: Alonso)
- España Nueva (Antonio Paso Cano; música: Lleó)
- El Potro salvaje (Antonio Paso Cano; música: Quinito Valverde i Luna)
- 1915- La Cena de los húsares (Antonio Paso Cano; música: Vives)
- Sierra Morena (Antonio Paso Cano; música: Lleó)
- El Velón de Lucena (Antonio Paso Cano; música: Alonso)
- Las Alegres colegialas (Antonio Paso Cano; música: Lleó)
- 1916- El Asombro de Damasco (Antonio Paso Cano, música: Luna)
- 1918- La Mujer artificial (Carlos Arniches; Música Luna)
- 1920- El Conde de Lavapiés (Carlos Arniches; música: Calleja Gómez)
- 1931- La Princesa Tarambana (Carlos Arniches, Abatí; música: Francisco Alonso)

Monòlegs
- Causa criminal
- La buena crianza o tratado de urbanidad
- Un hospital (amb Emilio Mario, fill)
- La cocinera
- El himeneo
- El Conde Sisebuto
- El debut de la chica (amb Antonio Paso)
- La pata de gallo (amb Antonio Paso)

Comèdies en un acte
- Entre Doctores
- Azucena
- Ciertos son los toros
- Condenado en costas
- El otro Mundo (amb Carlos Arniches)
- La conquista de Méjico
- Los litigantes
- La enredadera
- De la China (amb Emilio Mario, hijo)
- Aquilino Primero (amb Emilio Vaamonde)
- El intérprete (amb Emilio Mario, hijo)
- El aire (amb Antonio Paso)
- Los vecinos (amb Antonio Paso)

Comèdies en dos actes
- Doña Juanita (amb Francisco Flores García)
- Los niños (Id.)
- El Paraíso (amb Antonio Paso)
- La mar salada (Id.)

Comèdies en tres o més actes
- Tortosa y Soler (amb Federico Reparaz)
- El 30 de Infantería (amb Luis de Olive)
- Los hijos artificiales (amb Federico Reparaz)
- Fuente tónica (amb Emilio Vaamonde)
- Alsina y Ripoll (amb Eusebio Sierra)
- Los reyes del tocino (Firmada amb un pseudònim, amb Emilio Mario hijo)
- El gran tacaño (amb Antonio Paso)
- Genio y figura (amb Carlos Arniches, Enrique García Álvarez i Antonio Paso)
- La alegría de vivir (amb Antonio Paso)
- La divina providencia (amb Antonio Paso)
- El Premio Nobel (amb Carlos Arniches)
- El cabeza de familia (amb Antonio Paso)
- La Piqueta (amb Antonio Paso)
- El tren rápido (amb Antonio Paso i Ricardo Viguera)